# 30844 Хукеллер
30844 Хукеллер (30844 Hukeller) — астероїд головного поясу, відкритий 17 травня 1991 року.
Тіссеранів параметр щодо Юпітера — 3,178.